# Plagiorhynchidae
Famille
Les Plagiorhynchidae sont une famille d'acanthocéphales. Les  acanthocéphales sont des vers à tête épineuse, c'est-à-dire de petits animaux vermiformesés. Ils parasitent des vertébrés et se caractérisent par un proboscis rétractable portant des épines courbées en arrière qui leur permet de s'accrocher à la paroi intestinale de leurs hôtes.

## Taxonomie
L’ITIS considère que ce taxon est à attribuer à Anton Meyer en 1931, alors que pour le WoRMS il s'agit de Yves-Jean Golvan (d) en 1960.

## Liste des sous-familles
Selon ITIS (2 novembre 2019) :
- Plagiorhynchinae Meyer, 1931
- Porrorchinae Golvan, 1956
- Sphaerechinorhynchinae Golvan, 1956